# Saison 2008-2009 du Liverpool FC
Maillots
Chronologie
Saison précédente Saison suivante
Bilan de Liverpool toutes compétitions confondues:
53 matches, 32 victoires, 16 matches nuls, 5 défaites, 101 buts marqués, 45 buts encaissés.

## Effectif
| n° | Joueur            | Poste             | Naissance         | Nationalité sportive |
| -- | ----------------- | ----------------- | ----------------- | -------------------- |
| 25 | José Manuel Reina | Gardien           | 31 août 1982      | Espagne              |
| 30 | Charles Itandje   | Gardien           | 2 novembre 1982   | France               |
| 1  | Diego Cavalieri   | Gardien           | 1er décembre 1982 | Brésil               |
| 27 | Philipp Degen     | Défenseur latéral | 15 février 1983   | Suisse               |
| 34 | Martin Kelly      | Défenseur         | 27 avril 1990     | Angleterre           |
| 2  | Andrea Dossena    | Défenseur latéral | 11 septembre 1981 | Italie               |
| 12 | Fábio Aurélio     | Défenseur latéral | 24 septembre 1979 | Brésil / Italie      |
| 17 | Álvaro Arbeloa    | Défenseur latéral | 17 janvier 1983   | Espagne              |
| 32 | Stephen Darby     | Défenseur latéral | 6 octobre 1988    | Angleterre           |
| 22 | Emiliano Insúa    | Défenseur latéral | 7 janvier 1989    | Argentine / Espagne  |
| 4  | Sami Hyypiä       | Défenseur central | 7 octobre 1973    | Finlande             |
| 5  | Daniel Agger      | Défenseur central | 12 décembre 1984  | Danemark             |
| 23 | Jamie Carragher   | Défenseur central | 28 janvier 1978   | Angleterre           |
| 37 | Martin Škrtel     | Défenseur central | 15 décembre 1984  | Slovaquie            |
| 14 | Xabi Alonso       | Milieu défensif   | 25 novembre 1981  | Espagne              |
| 20 | Javier Mascherano | Milieu défensif   | 8 juin 1984       | Argentine / Italie   |
| 21 | Lucas Leiva       | Milieu défensif   | 9 janvier 1987    | Brésil / Italie      |
| 28 | Damien Plessis    | Milieu défensif   | 5 mars 1988       | France               |
| 26 | Jay Spearing      | Milieu            | 25 novembre 1988  | Angleterre           |
| 8  | Steven Gerrard    | Milieu offensif   | 30 mai 1980       | Angleterre           |
| 15 | Yossi Benayoun    | Milieu offensif   | 5 mai 1980        | Israël               |
| 11 | Albert Riera      | Milieu offensif   | 15 avril 1982     | Espagne              |
| 31 | Nabil El Zhar     | Attaquant         | 27 août 1986      | Maroc / France       |
| 9  | Fernando Torres   | Attaquant         | 20 mars 1984      | Espagne              |
| 18 | Dirk Kuyt         | Attaquant         | 22 juillet 1980   | Pays-Bas             |
| 19 | Ryan Babel        | Attaquant         | 19 décembre 1986  | Pays-Bas / Suriname  |
| 24 | David N'Gog       | Attaquant         | 1er avril 1989    | France               |

## Transferts

### Été 2008
Le club a connu quatre arrivées majeures durant le mercato d'été : Philipp Degen, laissé libre par le Borussia Dortmund, Andrea Dossena de l'Udinese, Robbie Keane en provenance des Spurs pour plus de 20 millions de livres et Albert Riera venu de l'Espanyol Barcelone pour 12 millions d'euros. Durant le mercato d'été le Liverpool FC a subi les départs de Steve Finnan à l'Espanyol Barcelone, de Danny Guthrie à Newcastle United, de John Arne Riise à la AS Roma et enfin Harry Kewell en fin de contrat.
| Nom               | Nationalité | Transfert                | Provenance/Destination        | Division       |
| Arrivées          |             |                          |                               |                |
| David Ngog        | France      | Transfert (1 500 000 £)  | Paris SG                      | Ligue 1        |
| Philipp Degen     | Suisse      | Transfert (Gratuit)      | Borussia Dortmund             | Bundesliga     |
| Robbie Keane      | Irlande     | Transfert (20 300 000 £) | Tottenham Hotspur             | Premier league |
| Andrea Dossena    | Italie      | Transfert (7 000 000 £)  | Udinese                       | 1re division   |
| Albert Riera      | Espagne     | Transfert (8 000 000 £)  | Espanyol Barcelone            | Liga           |
| Péter Gulácsi     | Hongrie     | Transfert                | MTK Hungária FC               |                |
| Diego Cavalieri   | Brésil      | Transfert (3 000 000 £)  | Sociedade Esportiva Palmeiras |                |
| Retours de prêt   |             |                          |                               |                |
| Départs           |             |                          |                               |                |
| Anthony Le Tallec | France      | Transfert (1 100 000 £)  | Le Mans UC                    | Ligue 1        |
| Steve Finnan      | Irlande     | Transfert                | Espanyol Barcelone            | Liga           |
| John Riise        | Norvège     | Transfert (4 000 000 £)  | AS Rome                       | 1re division   |
| Harry Kewell      | Australie   | Transfert (Gratuit)      | Galatasaray                   | 1re division   |
| Danny Guthrie     | Angleterre  | Transfert (2 250 000 £)  | Newcastle United              | Premier league |
| Peter Crouch      | Angleterre  | Transfert (11 000 000 £) | Portsmouth                    | Premier league |
| Jack Hobbs        | Angleterre  | Transfert                | Leicester City                |                |
| Prêts             |             |                          |                               |                |
| Andreï Voronine   | Ukraine     | Prêt                     | Hertha Berlin                 | Bundesliga     |
| Adam Hammill      | Angleterre  | Prêt                     | Blackpool                     |                |
| Sebastián Leto    | Argentine   | Prêt                     | Olympiakos Le Pirée           | 1re division   |

## Faits marquants de la saison
- Rafael Benitez a été nommé entraineur de premier league du mois d'octobre[4].

## Résultats

### Matchs amicaux
| Date            | Adversaire      | Lieu | Score | Buteurs                                                 | Public |
| --------------- | --------------- | ---- | ----- | ------------------------------------------------------- | ------ |
| 12 juillet 2008 | Tranmere Rovers | Ext. | 1-0   | Yossi Benayoun (43e)                                    | 15 000 |
| 16 juillet 2008 | FC Lucerne      | Ext. | 2-1   | Lucas Leiva (10e), Andreï Voronine (36e)                | 9 500  |
| 19 juillet 2008 | Wisła Cracovie  | Ext. | 1-1   | Andreï Voronine (6e)                                    | 6 000  |
| 22 juillet 2008 | Hertha Berlin   | Ext. | 0-0   |                                                         | 51,684 |
| 30 juillet 2008 | Villarreal CF   | Ext. | 0-0   |                                                         | 22 000 |
| 2 août 2008     | Glasgow Rangers | Ext. | 4-0   | Torres (23e), N'Gog (56e), Benayoun (58e), Alonso (70e) | 50 223 |
| 5 août 2008     | Vålerenga IF    | Ext. | 4-1   | Alonso (19e), Torres (49e), Benayoun (60e), N'Gog (84e) | 25 377 |
| 8 août 2008     | Lazio Rome      | Dom. | 1-0   | Andreï Voronine (90e)                                   | 43 062 |

### Championnat d'Angleterre de football 2008-2009
| Date              | Journée | Adversaire           | Lieu | Score | Buteurs                                                                               | Class. | Public |
| ----------------- | ------- | -------------------- | ---- | ----- | ------------------------------------------------------------------------------------- | ------ | ------ |
| 16 août 2008      | J01     | Sunderland           | Ext. | 1-0   | Fernando Torres 83e                                                                   | 9e     |        |
| 23 août 2008      | J02     | Middlesbrough        | Dom. | 2-1   | Jamie Carragher 85e, Steven Gerrard 90e                                               | 2e     | 43 168 |
| 31 août 2008      | J03     | Aston Villa          | Ext. | 0-0   |                                                                                       | 2e     |        |
| 13 septembre 2008 | J04     | Manchester United    | Dom. | 2-1   | Wes Brown 26e (csc), Ryan Babel 77e                                                   | 2e     | 44 192 |
| 20 septembre 2008 | J05     | Stoke City           | Dom. | 0-0   |                                                                                       | 3e     | 43 931 |
| 27 septembre 2008 | J06     | Everton              | Ext. | 2-0   | Fernando Torres 58e, 62e                                                              | 2e     |        |
| 5 octobre 2008    | J07     | Manchester City      | Ext. | 3-2   | Fernando Torres 55e, 73e, Dirk Kuyt 90e                                               | 2e     |        |
| 18 octobre 2008   | J08     | Wigan Athletic       | Dom. | 3-2   | Dirk Kuyt 37e 85e, Albert Riera 80e                                                   | 2e     | 43 868 |
| 26 octobre 2008   | J09     | Chelsea              | Ext. | 1-0   | Xabi Alonso 10e                                                                       | 1er    |        |
| 29 octobre 2008   | J10     | Portsmouth           | Dom. | 1-0   | Steven Gerrard 75e (pen.)                                                             | 1er    | 43 378 |
| 1er novembre 2008 | J11     | Tottenham Hotspur    | Ext. | 1-2   | Dirk Kuyt 3e                                                                          | 2e     |        |
| 8 novembre 2008   | J12     | West Bromwich Albion | Dom. | 3-0   | Robbie Keane 34e, 43e, Álvaro Arbeloa 90e                                             | 2e     | 43 451 |
| 15 novembre 2008  | J13     | Bolton Wanderers     | Ext. | 2-0   | Dirk Kuyt 28e, Steven Gerrard 73e                                                     | 2e     |        |
| 22 novembre 2008  | J14     | Fulham               | Dom. | 0-0   |                                                                                       | 2e     |        |
| 1er décembre 2008 | J15     | West Ham             | Ext. | 0-0   |                                                                                       | 2e     |        |
| 6 décembre 2008   | J16     | Blackburn Rovers     | Dom. | 3-1   | Xabi Alonso 70e, Yossi Benayoun 79e, Steven Gerrard 94e                               | 1er    |        |
| 13 décembre 2008  | J17     | Hull City            | Ext. | 2-2   | Steven Gerrard 24e, 32e                                                               | 1er    |        |
| 20 décembre 2008  | J18     | Arsenal              | Dom. | 1-1   | Robbie Keane 42e                                                                      | 1er    |        |
| 26 décembre 2008  | J19     | Bolton Wanderers     | Ext. | 3-0   | Albert Riera 26e, Robbie Keane 53e, 58e                                               | 1er    |        |
| 28 décembre 2008  | J20     | Newcastle United     | Dom. | 5-1   | Steven Gerrard 31e, 66e, Sami Hyypiä 36e, Ryan Babel 50e, · Xabi Alonso 76e (pen.)    | 1er    |        |
| 10 janvier 2009   | J21     | Stoke City           | Ext. | 0-0   |                                                                                       |        |        |
| 17 janvier 2009   | J22     | Everton              | Dom. | 1-1   | Steven Gerrard 69e                                                                    | 2e     |        |
| 27 janvier 2009   | J23     | Wigan Athletic       | Ext. | 1-1   | Yossi Benayoun 41e                                                                    | 3e     |        |
| 31 janvier 2009   | J24     | Chelsea              | Dom. | 2-0   | Fernando Torres 88e, 94e                                                              | 2e     |        |
| 7 février 2009    | J25     | Portsmouth           | Ext. | 3-2   | Fábio Aurélio 69e, Dirk Kuyt 85e, Fernando Torres 90e                                 | 2e     |        |
| 21 février 2009   | J26     | Manchester City      | Dom. | 1-1   | Dirk Kuyt 78e                                                                         | 2e     |        |
| 28 février 2009   | J27     | Middlesbrough        | Ext. | 0-2   |                                                                                       | 3e     |        |
| 4 mars 2009       | J28     | Sunderland           | Dom. | 2-0   | David N'Gog 52e, Yossi Benayoun 65e                                                   | 3e     |        |
| 14 mars 2009      | J29     | Manchester United    | Ext. | 1-4   | Fernando Torres 28e, Steven Gerrard 44e (pen.), Fábio Aurélio 76e, Andrea Dossena 90e |        |        |
| 21 mars 2009      | J30     | Aston Villa          | Dom. | 5-0   | Dirk Kuyt 8e, Albert Riera 33e, Steven Gerrard 39e, 50e, 65e                          |        | 44 131 |
| 4 avril 2009      | J31     | Fulham               | Ext. | 0-1   | Yossi Benayoun 90e                                                                    |        |        |
| 11 avril 2009     | J32     | Blackburn Rovers     | Dom. | 4-0   | Fernando Torres 5e, 33e, Daniel Agger 83e, David N'Gog 90e                            |        | 43 466 |
| 18 avril 2009     | J33     | Arsenal              | Dom. | 4-4   | Fernando Torres 48e, 72e, Yossi Benayoun 56e, 90e                                     |        | 44 424 |
| 25 avril 2009     | J34     | Hull City            | Ext. | 1-3   | Xabi Alonso 45e, Dirk Kuyt 63e, 89e                                                   | 2e     |        |
| 2 mai 2009        | J35     | Newcastle United     | Dom. | 3-0   | Yossi Benayoun 22e, Dirk Kuyt 28e, Lucas Leiva 87e                                    | 2e     |        |
| 9 mai 2009        | J36     | West Ham             | Ext. | 0-3   | Steven Gerrard 2e, 38e, Ryan Babel 84e                                                | 2e     |        |
| 16 mai 2009       | J37     | West Bromwich Albion | Ext. | 0-2   | Steven Gerrard 28e, Dirk Kuyt 63e                                                     | 2e     |        |
| 24 mai 2009       | J38     | Tottenham Hotspur    | Dom. | 3-1   | Fernando Torres 31e, Dirk Kuyt 64e, Yossi Benayoun 82e                                | 2e     | 43 937 |

### Carling Cup
| Date              | Tour    | Adversaire        | Lieu | Score | Buteurs                                 | Public | Rapport |
| ----------------- | ------- | ----------------- | ---- | ----- | --------------------------------------- | ------ | ------- |
| 23 septembre 2008 | 3e tour | Crewe Alexandra   | Dom. | 2-1   | Daniel Agger (15e), Lucas Leiva (57e)   | 28 391 |         |
| 12 novembre 2008  | 4e tour | Tottenham Hotspur | Ext. | 2-4   | Damien Plessis (49e), Sami Hyypiä (63e) | 33 242 |         |

### FA Cup 2008–09
| Date            | Tour           | Adversaire           | Lieu               | Score | Buteurs                               | Public | Diffusion |
| --------------- | -------------- | -------------------- | ------------------ | ----- | ------------------------------------- | ------ | --------- |
| 3 janvier 2009  | 3e tour        | Preston North End FC | Extérieur Deepdale | 2-0   | Albert Riera 24e, Fernando Torres 92e | 23 046 | France 4  |
| 25 janvier 2009 | 4e tour        | Everton FC           | Domicile           | 1-1   | Steven Gerrard 54e                    |        | France 4  |
| 4 février 2009  | 4e tour retour | Everton FC           | Extérieur          | 0-1   |                                       |        | France 4  |

### Ligue des champions
| Date              | Tour                         | Adversaire             | Lieu | Score     | Buteurs                                                                           | Public | Rapport |
| ----------------- | ---------------------------- | ---------------------- | ---- | --------- | --------------------------------------------------------------------------------- | ------ | ------- |
| 13 août 2008      | 3e TP. aller                 | Standard de Liège      | Ext. | 0-0       |                                                                                   | 45 000 | UEFA    |
| 27 août 2008      | 3e TP. retour                | Standard de Liège      | Dom. | 1-0 (a.p) | Dirk Kuyt 118e                                                                    | 55 000 | UEFA    |
| 16 septembre 2008 | Phase de poule - 1re journée | Olympique de Marseille | Ext. | 2-1       | Steven Gerrard 26e, 32e (pen.)                                                    |        | UEFA    |
| 1er octobre 2008  | Phase de poule - 2e journée  | PSV Eindhoven          | Dom. | 3-1       | Dirk Kuyt 04e, Robbie Keane 34e, · Steven Gerrard 76e                             | 41 907 | UEFA    |
| 22 octobre 2008   | Phase de poule - 3e journée  | Atlético de Madrid     | Ext. | 1-1       | Robbie Keane 14e                                                                  |        | UEFA    |
| 4 novembre 2008   | Phase de poule - 4e journée  | Atlético de Madrid     | Dom. | 1-1       | Steven Gerrard 95e (pen.)                                                         |        | UEFA    |
| 26 novembre 2008  | Phase de poule - 5e journée  | Olympique de Marseille | Dom. | 1-0       | Steven Gerrard 23e                                                                |        | UEFA    |
| 9 décembre 2008   | Phase de poule - 6e journée  | PSV Eindhoven          | Ext. | 3-1       | Ryan Babel 45e, Albert Riera 68e, David N'Gog 77e                                 |        | UEFA    |
| 25 février 2009   | 1/8e de finale - aller       | Real Madrid            | Ext. | 1-0       | Yossi Benayoun 82e                                                                | 45 000 | UEFA    |
| 10 mars 2009      | 1/8e de finale - retour      | Real Madrid            | Dom. | 4-0       | Fernando Torres 16e, Steven Gerrard 28e, 47e, Andrea Dossena 88e                  |        | UEFA    |
| 8 avril 2009      | Quart de finale - aller      | Chelsea FC             | Dom. | 1-3       | Fernando Torres 6e                                                                |        | UEFA    |
| 14 avril 2009     | Quart de finale - retour     | Chelsea FC             | Ext. | 4-4       | Fábio Aurélio 19e, Xabi Alonso 28e (pen.), Lucas Pezzini Leiva 81e, Dirk Kuyt 82e |        |         |

## Bilan par joueur
| Numéro | Nat. | Nom           | Championnat | Championnat | Championnat | Championnat  | FA Cup | FA Cup      | FA Cup | FA Cup       | Coupe de la Ligue | Coupe de la Ligue | Coupe de la Ligue | Coupe de la Ligue | Ligue des champions | Ligue des champions | Ligue des champions | Ligue des champions | Total | Total       | Total  | Total        | Notes |
| Numéro | Nat. | Nom           | M.j.        | But inscrit | Averti      | Carton rouge | M.j.   | But inscrit | Averti | Carton rouge | M.j.              | But inscrit       | Averti            | Carton rouge      | M.j.                | But inscrit         | Averti              | Carton rouge        | M.j.  | But inscrit | Averti | Carton rouge | Notes |
| ------ | ---- | ------------- | ----------- | ----------- | ----------- | ------------ | ------ | ----------- | ------ | ------------ | ----------------- | ----------------- | ----------------- | ----------------- | ------------------- | ------------------- | ------------------- | ------------------- | ----- | ----------- | ------ | ------------ | ----- |
| 23     |      | Carragher     | 21          | 0           | 3           | 0            | 1      | 0           | 1      | 0            | 1                 | 0                 | 0                 | 0                 | 8                   | 0                   | 0                   | 0                   | 31    | 0           | 4      | 0            |       |
| 25     |      | Reina         | 21          | 0           | 0           | 0            | 0      | 0           | 0      | 0            | 0                 | 0                 | 0                 | 0                 | 7                   | 0                   | 0                   | 0                   | 28    | 0           | 0      | 0            |       |
| 18     |      | Kuyt          | 21          | 5           | 0           | 0            | 0      | 0           | 0      | 0            | 0                 | 0                 | 0                 | 0                 | 7                   | 1                   | 0                   | 0                   | 29    | 6           | 0      | 0            |       |
| 14     |      | Xabi Alonso   | 20          | 3           | 3           | 0            | 1      | 0           | 0      | 0            | 1                 | 0                 | 0                 | 0                 | 6                   | 0                   | 0                   | 0                   | 28    | 3           | 3      | 0            |       |
| 8      |      | Gerrard       | 19          | 8           | 3           | 0            | 1      | 0           | 0      | 0            | 0                 | 0                 | 0                 | 0                 | 7                   | 5                   | 0                   | 0                   | 27    | 13          | 3      | 0            |       |
| 17     |      | Arbeloa       | 17          | 1           | 5           | 0            | 0      | 0           | 0      | 0            | 0                 | 0                 | 0                 | 0                 | 8                   | 0                   | 0                   | 0                   | 25    | 1           | 5      | 0            |       |
| 7      |      | Keane         | 17          | 5           | 2           | 0            | 1      | 0           | 0      | 0            | 1                 | 0                 | 0                 | 0                 | 7                   | 2                   | 0                   | 0                   | 26    | 7           | 2      | 0            |       |
| 11     |      | Riera         | 17          | 2           | 1           | 0            | 1      | 1           | 0      | 0            | 0                 | 0                 | 0                 | 0                 | 6                   | 1                   | 2                   | 0                   | 24    | 4           | 5      | 0            |       |
| 15     |      | Benayoun      | 17          | 1           | 0           | 0            | 0      | 0           | 0      | 0            | 0                 | 0                 | 0                 | 0                 | 6                   | 0                   | 0                   | 0                   | 23    | 1           | 0      | 0            |       |
| 19     |      | Babel         | 14          | 2           | 1           | 0            | 1      | 0           | 0      | 0            | 2                 | 0                 | 1                 | 0                 | 6                   | 1                   | 0                   | 0                   | 23    | 3           | 2      | 0            |       |
| 21     |      | Lucas Leiva   | 12          | 0           | 1           | 0            | 1      | 0           | 0      | 0            | 2                 | 1                 | 1                 | 0                 | 6                   | 0                   | 0                   | 0                   | 21    | 1           | 2      | 0            |       |
| 20     |      | Mascherano    | 12          | 0           | 3           | 0            | 1      | 0           | 0      | 0            | 0                 | 0                 | 0                 | 0                 | 5                   | 0                   | 0                   | 0                   | 18    | 0           | 3      | 0            |       |
| 12     |      | Fábio Aurélio | 12          | 0           | 0           | 0            | 1      | 0           | 0      | 0            | 0                 | 0                 | 0                 | 0                 | 4                   | 0                   | 0                   | 0                   | 17    | 0           | 0      | 0            |       |
| 2      |      | Dossena       | 10          | 0           | 2           | 0            | 0      | 0           | 0      | 0            | 1                 | 0                 | 0                 | 0                 | 5                   | 0                   | 1                   | 0                   | 16    | 0           | 6      | 0            |       |
| 5      |      | Agger         | 9           | 0           | 1           | 0            | 1      | 0           | 0      | 0            | 2                 | 1                 | 0                 | 0                 | 5                   | 0                   | 0                   | 0                   | 17    | 1           | 1      | 0            |       |
| 9      |      | Torres        | 10          | 5           | 1           | 0            | 1      | 1           | 0      | 0            | 2                 | 0                 | 1                 | 0                 | 5                   | 0                   | 0                   | 0                   | 18    | 6           | 2      | 0            |       |
| 4      |      | Hyypiä        | 12          | 1           | 1           | 0            | 1      | 0           | 0      | 0            | 2                 | 1                 | 0                 | 0                 | 0                   | 0                   | 0                   | 0                   | 15    | 2           | 1      | 0            |       |
| 31     |      | El-Zhar       | 8           | 0           | 2           | 0            | 0      | 0           | 0      | 0            | 2                 | 0                 | 0                 | 0                 | 2                   | 0                   | 0                   | 0                   | 12    | 0           | 2      | 0            |       |
| 37     |      | Škrtel        | 8           | 0           | 2           | 0            | 0      | 0           | 0      | 0            | 0                 | 0                 | 0                 | 0                 | 3                   | 0                   | 1                   | 0                   | 11    | 0           | 3      | 0            |       |
| 24     |      | N'Gog         | 5           | 0           | 0           | 0            | 0      | 0           | 0      | 0            | 2                 | 0                 | 0                 | 0                 | 2                   | 1                   | 0                   | 0                   | 9     | 1           | 0      | 0            |       |
| 22     |      | Insua         | 4           | 0           | 0           | 0            | 1      | 0           | 0      | 0            | 2                 | 0                 | 0                 | 0                 | 0                   | 0                   | 0                   | 0                   | 7     | 0           | 0      | 0            |       |
| 16     |      | Pennant       | 3           | 0           | 0           | 0            | 0      | 0           | 0      | 0            | 1                 | 0                 | 0                 | 0                 | 0                   | 0                   | 0                   | 0                   | 4     | 0           | 0      | 0            |       |
| 28     |      | Plessis       | 1           | 0           | 0           | 0            | 0      | 0           | 0      | 0            | 2                 | 1                 | 1                 | 0                 | 2                   | 0                   | 0                   | 0                   | 5     | 1           | 1      | 0            |       |
| 1      |      | Cavalieri     | 0           | 0           | 0           | 0            | 1      | 0           | 0      | 0            | 2                 | 0                 | 0                 | 0                 | 1                   | 0                   | 0                   | 0                   | 4     | 0           | 0      | 0            |       |
| 32     |      | Darby         | 0           | 0           | 0           | 0            | 0      | 0           | 0      | 0            | 1                 | 0                 | 0                 | 0                 | 1                   | 0                   | 0                   | 0                   | 2     | 0           | 0      | 0            |       |
| 34     |      | Kelly         | 0           | 0           | 0           | 0            | 0      | 0           | 0      | 0            | 0                 | 0                 | 0                 | 0                 | 1                   | 0                   | 0                   | 0                   | 1     | 0           | 0      | 0            |       |
| 26     |      | Spearing      | 0           | 0           | 0           | 0            | 0      | 0           | 0      | 0            | 0                 | 0                 | 0                 | 0                 | 1                   | 0                   | 0                   | 0                   | 1     | 0           | 0      | 0            |       |
| 27     |      | Degen         | 0           | 0           | 0           | 0            | 0      | 0           | 0      | 0            | 2                 | 0                 | 0                 | 0                 | 0                   | 0                   | 0                   | 0                   | 2     | 0           | 0      | 0            |       |

Dernière mise à jour le 3 janvier 2009.